# Geografie Francie
Francie je země v západní Evropě, rozkládající se mezi moři a zálivy Atlantského oceánu – Biskajským zálivem, Lamanšským průlivem a Středozemním mořem. Šestiúhelníkový tvar pevninské části dal vzniknout populární francouzské přezdívce: l'hexagone.
Celková rozloha Francie, včetně zámořských území, je 674 843 km². Rozloha metropolitní Francie je 547 030 km².

## Vnitřní dělení

zámořská území Francie

Metropolitní Francie je rozdělena do 13 regionů (ačkoli Korsika je spíše zámořské společenství, ale obecně se o ní mluví jako o regionu), které jsou dále rozděleny na 96 departementů, 341 okresů (arrondissements), 4039 kantonů a 36 568 obcí (communes).
Dále Francie ovládá následující zámořské oblasti:
- 5 zámořských regionů (régions d'outre-mer): Guadeloupe, Francouzská Guyana, Martinik, Mayotte a Réunion, které mají stejný status jako metropolitní regiony. Každé z těchto území je také zároveň zámořským departementem (département d'outre-mer) se stejným statusem, jako má metropolitní departement. Tato dvojitá struktura (region / departement) vznikla nedávno kvůli rozšiřování regionálních pravomocí mezi zámořská území. Může se však opět změnit v jednoduchou strukturu díky spojování regionálních a departementálních shromáždění. Výjimkou je např. Réunion, kde se uvažuje o vytvoření druhého departementu na jihu ostrova, tudíž by vznikl region Réunion s dvěma departementy.

- 4 zámořská společenství (collectivités d'outre-mer): Saint Pierre a Miquelon, Wallis a Futuna, Svatý Bartoloměj a Svatý Martin

- 1 společenství sui generis: Nová Kaledonie — unikátní status v rámci Francie, ale prakticky má skoro stejné postavení jako zámořská území

- 1 zámořský stát (pays d'outre-mer): Francouzská Polynésie

- 1 zámořské území (territoire d'outre-mer): Francouzská jižní a antarktická území (skládá se z 5 okresů: Roztroušené ostrovy, Crozetovy ostrovy, Kerguelenovy ostrovy, Ostrovy Svatý Pavel a Amsterdam a Adélina země)

- 1 neobydlený ostrov v Tichém oceánu poblíž pobřeží Mexika, který je spravovaný Vysokým komisařem pro Francouzskou Polynésii: Clipperton.

## Podnebí
Ve Francii bývají chladné zimy a mírná léta, u Středozemního moře pak mírné zimy a horká léta. V zemi jsou výrazné rozdíly klimatu dle jednotlivých regionů.

## Povrch

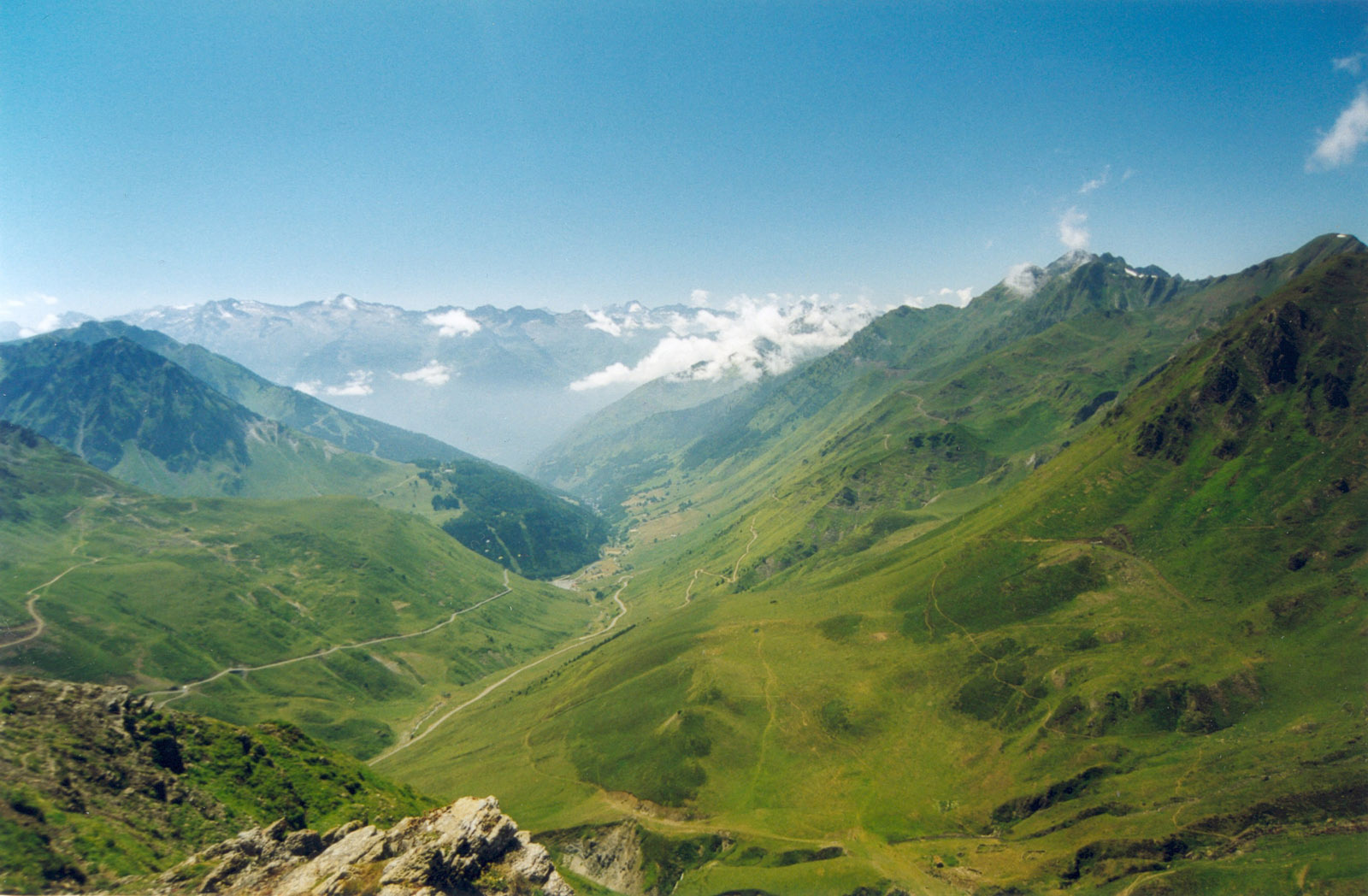
Scenérie francouzských Pyrenejí

Většina území je plochá a nížinná, sever a západ Francie je mírně zvrásněný, ve vnitrozemí se nachází významná pahorkatina Massif Central. Na jihozápadě se tyčí vysoké Pyreneje a na jihovýchodě Alpy, kde najdeme i nejvyšší vrchol Evropy – Mont Blanc (4810 m). Nejnižším bodem Francie pak je delta řeky Rhôny, která je 2 metry pod úrovní moře.

### Využití půdy
- orná půda: 33.4 %

- pastviny: 17.5 %
- lesy: 29.2 %
- ostatní: 18.1 %

### Přírodní zdroje
Francie se vyznačuje bohatými zásobami uhlí, železné rudy, bauxitu, potaše a zinku. Významně se na státní ekonomice podílí i ryby a dřevo.

## Města

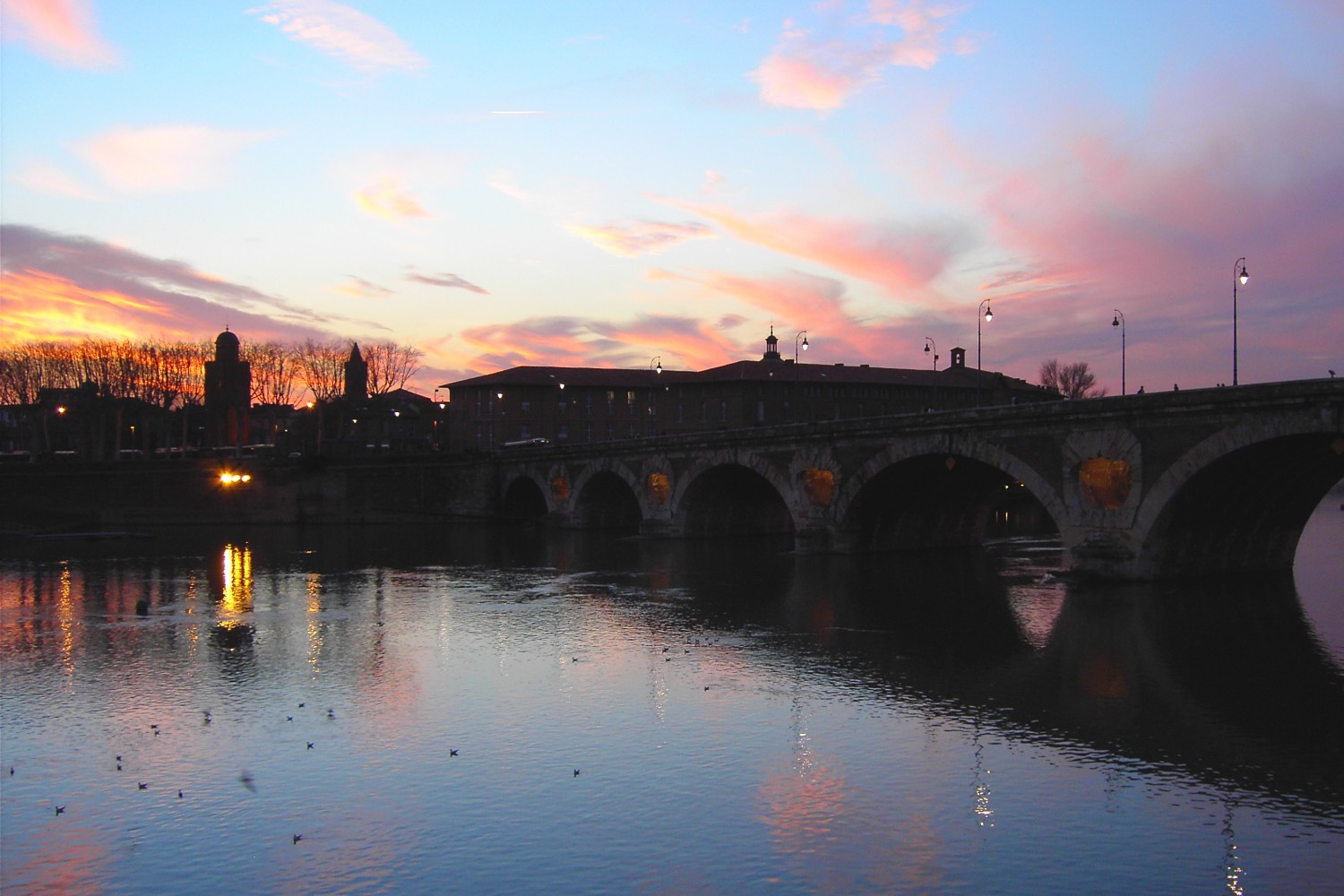
Most Pont Neuf přes řeku Garonnu v jihofrancouzském Toulouse

Hlavním městem Francie je Paříž. Další velká, či historicky důležitá města jsou:
Abbeville, Ajaccio, Albertville, Albi, Amiens, Angers, Angoulême, Aurillac, Avignon, Bastia, Besançon, Bordeaux, Belfort, Brest, Brive, Caen, Cahors, Calais, Cannes, Carcassonne, Chamonix-Mont-Blanc, Charleville-Mezieres, Châtellerault, Cherbourg-en-Cotentin, Chinon, Clermont-Ferrand, Colmar, Deauville, Dieppe, Digne-les-Bains, Dijon, Dole, Domremy, Dreux, Dunkerque, Evreux, Grenoble, La Baule, La Rochelle, Le Havre, Lille, Lyon, Marseille, Mende, Metz, Mont-de-Marsan, Montauban, Montpellier, Nantes, Nice, Nîmes, Orléans, Pau, Perigueux, Perpignan, Poitiers, Quimper, Reims, Rennes, Rodez, Roubaix, Rouen, Saint-Gaudens, Saint-Etienne, Saint-Nazaire, Saint-Tropez, Saumur, Sete, Soissons, Strasbourg, Tarbes, Toulon, Toulouse, Tours, Tourcoing, Valence, Vichy

## Krajní body

### Metropolitní Francie
- Nejsevernější bod — Bray-Dunes, Nord; 51°5′ s. š., 2°32′ v. d.
- Nejjižnější bod — ostrovy Lavezzi, Korsika; 41°20′ s. š., 9°15′ v. d.
- Nejzápadnější bod — ostrov Ouessant, Bretaň; 48°27′ s. š., 5°8′ z. d.
- Nejvýchodnější bod — Cervione, Haute-Corse; 42°17′ s. š., 9°33′ v. d.

### Včetně zámořských regionů
- Nejsevernější bod — Bray-Dunes, Nord; 51°5′ s. š., 2°32′ v. d.
- Nejjižnější bod — Saint-Joseph, Réunion; 22°23′ j. š., 55°38′ v. d.
- Nejzápadnější bod — La Pointe-Noire, Guadeloupe; 16°16′ s. š., 61°48′ z. d.
- Nejvýchodnější bod — Sainte-Rose, Réunion; 21°11′ j. š., 55°50′ v. d.